# Pelophryne misera
Pelophryne misera é uma espécie de sapo da família Bufonidae. Ele é endêmico na Malásia e, possivelmente, na Indonésia. Seu habitat natural são as florestas úmidas das montanhas, em áreas tropicais e subtropicais, e marismas intermitentes de água doce. Está ameaçado pela perda do seu habitat.